# José Antonio Satué Huerto
José Antonio Satué Huerto (Huesca, 6 febbraio 1968) è un vescovo cattolico spagnolo, dal 27 giugno 2025 vescovo eletto di Malaga.

## Biografia
José Antonio Satué Huerto è nato a Huesca il 6 febbraio 1968 ed è figlio di Estanislao Satué (morto nel 1988) e di Joaquina Huerto (morta nel 1991). Ha vissuto la sua infanzia nella cittadina di Sesa, vicino a Huesca, frequentando la parrocchia di San Giovanni Battista, dove il 18 febbraio 1968 è stato battezzato. Il 29 giugno 1982 è stato cresimato.

### Formazione e ministero sacerdotale
Ha completato la sua formazione primaria presso la scuola di Sesa e la scuola pubblica di Grañén, concludendola nel 1982. Nel 1987, dopo aver studiato presso l'Istituto Politecnico di Huesca, ha conseguito il titolo di tecnico specializzato (FPII) in elettronica industriale.
Ha scoperto la sua vocazione religiosa grazie alla testimonianza di vita dei sacerdoti e del vescovo di Huesca Javier Osés Flamarique.
Nel settembre del 1987 è entrato nel seminario metropolitano di Saragozza, un istituto diretto dalla Fraternità dei sacerdoti operai diocesani del Sacro Cuore di Gesù, come alunno della diocesi di Huesca. Come seminarista ha esercitato l'attività pastorale nella sua parrocchia natale, nella comunità di San Giacomo a Huesca e tra i giovani dell'Azione Cattolica.
Ha compiuto gli studi ecclesiastici presso il Centro Regionale di Studi Teologici dell'Aragona (CRETA), dove ha conseguito il baccalaureato in teologia.
Il 2 marzo 1992 è stato istituito ai ministeri di lettore e accolito nella cattedrale di Santa Maria a Huesca. Il 18 aprile 1993 è stato ordinato diacono a Sesa. Il 4 settembre dello stesso anno è stato ordinato presbitero per la diocesi di Huesca nella cattedrale diocesana da monsignor Javier Osés Flamarique.
In seguito è stato vicario parrocchiale della parrocchia di San Lorenzo a Huesca dal 1993 al 1998, arciprete di Huesca dal 1994 al 2002, consigliere dei giovani di Azione Cattolica dal 1994 al 2002, consigliere per la pastorale giovanile dal 1996 al 2002 e parroco della parrocchia di San Lorenzo a Huesca dal 1998 al 2002.
Nel 2002 è stato inviato a Roma per studi. Ha preso residenza nel Pontificio Collegio Spagnolo di San Giuseppe. Nel 2004 ha conseguito la licenza in diritto canonico presso la Pontificia Università Gregoriana.
Tornato in patria è stato vicario generale e moderatore della curia dal 2004 al 2009; vicario giudiziale dal 2004 al 2015; delegato per i mezzi di comunicazione sociale dal 2004 al 2012; canonico del capitolo della cattedrale di Santa Maria a Huesca dal 2006 al 2009; decano-presidente dello stesso dal 2006 al 2008; formatore per le cause matrimoniali dal 2008 al 2015; parroco di diverse parrocchie del Somontano (Ibieca, Labata, Aguas e Liesa) dal 2008 al 2009; cappellano del monastero di Nostra Signora dell'Assunzione nel 2009; parroco di Sariñena e di Estación de Sariñena dal 2009 al 2012; parroco di Lastanosa dal 2009 al 2010; parroco di Capdesaso dal 2010 al 2012; consigliere diocesano dell'Azione Cattolica dal 2011 al 2015; direttore dello Studio Teologico "Santa Croce" e parroco della parrocchia di San Domenico e San Martino a Huesca dal 2012 al 2015; direttore dell'Aula di Teologia per laici "San Lorenzo e San Vincenzo" dal 2013 al 2015 e di nuovo delegato per i mezzi di comunicazione sociale dal 2013 al 2015.
È stato anche membro del consiglio presbiterale dal 1994 al 2002, dal 2004 al 2009 e dal 2011 al 2015  e membro del consiglio per gli affari economici, del consiglio episcopale e del collegio dei consultori dal 2004 al 2009.
Nell'aprile del 2015 è entrato in servizio come officiale presso la Congregazione per il clero. Ha abbinato a questo servizio l'impegno pastorale nel Pontificio Collegio Spagnolo di San Giuseppe, nella parrocchia di Santa Rita nella diocesi di Latina-Terracina-Sezze-Priverno e presso la Casa di Marco, un istituto per minori non accompagnati del Servizio dei Gesuiti per i Rifugiati.

### Ministero episcopale
Il 16 luglio 2021 papa Francesco lo ha nominato vescovo di Teruel e Albarracín. Ha ricevuto l'ordinazione episcopale il 18 settembre successivo nella cattedrale di Santa Maria di Mediavilla a Teruel dal cardinale Juan José Omella Omella, arcivescovo metropolita di Barcellona, co-consacranti il cardinale Beniamino Stella, prefetto emerito della Congregazione per il clero, e l'arcivescovo metropolita di Saragozza Carlos Manuel Escribano Subías. Durante la stessa celebrazione ha preso possesso della diocesi. Il giorno seguente è entrato solennemente nella cattedrale del Salvatore ad Albarracín.
Nel dicembre del 2021 ha compiuto la visita ad limina.
In seno alla Conferenza episcopale spagnola è membro della sottocommissione per le migrazioni della commissione per la pastorale sociale e la promozione umana dal novembre del 2021.
È anche presidente del consiglio regionale dell'ufficio per la comunicazione della Chiesa in Aragona (OFICIA) dal maggio del 2023.
Il 9 settembre 2023 papa Francesco lo ha nominato membro del Dicastero per i vescovi.
Il 10 gennaio 2025 la Santa Sede lo ha nominato delegato pontificio per l'Istituto del Verbo Incarnato.
Il 27 giugno 2025 papa Leone XIV lo ha nominato vescovo di Malaga.

## Genealogia episcopale
La genealogia episcopale è:
- Cardinale Scipione Rebiba
- Cardinale Giulio Antonio Santori
- Cardinale Girolamo Bernerio, O.P.
- Arcivescovo Galeazzo Sanvitale
- Cardinale Ludovico Ludovisi
- Cardinale Luigi Caetani
- Cardinale Ulderico Carpegna
- Cardinale Paluzzo Paluzzi Altieri degli Albertoni
- Papa Benedetto XIII
- Papa Benedetto XIV
- Papa Clemente XIII
- Cardinale Marcantonio Colonna
- Cardinale Giacinto Sigismondo Gerdil, B.
- Cardinale Giulio Maria della Somaglia
- Cardinale Carlo Odescalchi, S.I.
- Cardinale Costantino Patrizi Naro
- Cardinale Serafino Vannutelli
- Cardinale Domenico Serafini, Cong. Subl. O.S.B.
- Cardinale Pietro Fumasoni Biondi
- Cardinale Antonio Riberi
- Arcivescovo Gabino Díaz Merchán
- Arcivescovo Elías Yanes Álvarez
- Cardinale Juan José Omella Omella
- Vescovo José Antonio Satué Huerto